# Stadler Euro 4001
Die EURO 4001 ist eine dieselelektrische Lokomotive auf Basis der Eurodual für den Einsatz vor Güterzügen in Europa und auf Bahnen, die nach europäischem Standard gebaut sind. Die Lokomotive wird von Stadler Rail im Werk Albuixech in Spanien hergestellt.
In Spanien wird die Baureihe unter Serie 337 geführt.

## Geschichte
Die EURO 4001 wurde erstmals 2017 in München auf der transport logistic als Konzept vorgestellt. Die Lokomotive wurde ab 2018 von mehreren europäischen Bahngesellschaften und der Leasinggesellschaft Alpha Trains für den Verkehr in Spanien und Frankreich bestellt. 2020 wurden sieben Lokomotiven von DBCC Transport für den Verkehr auf der Strecke Montevideo–Paso de los Toros in Uruguay bestellt, die 2023 abgeliefert wurden. 

## Technik
Die Lokomotive EURO 4001 ist die reine Dieselvariante der Eurodual und Nachfolgerin der EURO 4000. Die sechsachsige Lokomotive wird von einem 16-Zylinder-Caterpillar-Motor des Typs CAT 16C175 angetrieben. Der Motor hat eine Leistung von 3000 kW und erfüllt die Emissionsgrenzwerte der Stufe IIIB nach der Richtlinie 2004/26/EG.

## Betreiber
| Bild | Betreiber                 | Land       | Anzahl | Spurweite in mm | Bestelljahr | Auslieferung bis | Beleg | Bemerkungen                                          |
| ---- | ------------------------- | ---------- | ------ | --------------- | ----------- | ---------------- | ----- | ---------------------------------------------------- |
|      | Captrain France           | Frankreich | 12     | 1435            | 2018        | 2021             | [ 4 ] | Davon 9 Stück bei Alpha Trains geleast. 0003 971–982 |
|      | DBCC Transport            | Uruguay    | 07     | 1435            | 2020        | 2023             | [ 5 ] | Portren01... Portren07                               |
|      | CSP Logitren              | Spanien    | 02     | 1668            | 2022        | 2024             | [ 6 ] | 160 km/h 337-005, 337-006                            |
|      | Rail & Truck Strait Union | Spanien    | 04     | 1668            | 2023        | 2025             | [ 7 ] | von Alpha Trains geleast                             |
|      | Medway                    | Spanien    | 05     | 1668            | 2024        | 2025             | [ 8 ] | von Alpha Trains geleast 337-001 ...004, 007         |
|      | Low Cost Rail             | Spanien    | 01     | 1668            | 2024        | 2025             | [ 8 ] | von Alpha Trains geleast                             |
|      | Ferrovial                 | Spanien    | 01     | 1668            | 2024        | 2025             | [ 9 ] | von Alpha Trains geleast                             |
|      |                           | Gesamt     | 32     |                 |             |                  |       |                                                      |